# Crucoli
Crucoli é uma comuna italiana da região da Calábria, província de Crotone, com cerca de 3.345 habitantes. Estende-se por uma área de 49 km², tendo uma densidade populacional de 68 hab/km². Faz fronteira com Cariati (CS), Cirò, Scala Coeli (CS), Terravecchia (CS), Umbriatico.

## Demografia
| Variação demográfica do município entre 1861 e 2011                               |
|                                                                                   |
| Fonte: Istituto Nazionale di Statistica (ISTAT) - Elaboração gráfica da Wikipedia |